# Къритък (окръг, Северна Каролина)
Окръг Къритък (на английски: Currituck County) е окръг в щата Северна Каролина, Съединени американски щати. Площта му е 1362 km², а населението – 24 396 души (2016). Административен център е град Къритък.